# Tenualosa toli
Tenualosa toli és una espècie de peix pertanyent a la família dels clupeids.

## Descripció
- Pot arribar a fer 60 cm de llargària màxima (normalment, en fa 40).[3][4][5]

## Alimentació
Menja zooplàncton.

## Hàbitat
És un peix d'aigua dolça, salabrosa i marina; pelàgic-nerític; anàdrom i de clima tropical (23°N-7°S, 70°E-119°E).

## Distribució geogràfica
Es troba a Bangladesh, Cambodja, Hong Kong, l'Índia, Indonèsia, Malàisia, Maurici, el Pakistan, Sri Lanka, Taiwan i Tailàndia, incloent-hi el mar de Java i el riu Mekong.

## Longevitat
Pot assolir els 2 anys.

## Ús comercial
Es comercialitza fresc o en salaó.

## Observacions
És inofensiu per als humans.